# 1661 en littérature
| Années de la littérature : 1658 - 1659 - 1660 - 1661 - 1662 - 1663 - 1664    |
| Décennies de la littérature : 1630 - 1640 - 1650 - 1660 - 1670 - 1680 - 1690 |

Cet article présente les faits marquants de l'année 1661 en littérature.

## Événements
- 5 septembre : arrestation de Nicolas Fouquet. Son secrétaire, Paul Pellisson, est arrêté lui aussi par les mousquetaires et enfermé au château de Nantes[1]. Il compose pour la défense de Nicolas Fouquet un Discours au roi. Sa fidélité dans la disgrâce du surintendant lui vaut d’être enfermé à la Bastille en décembre jusqu’au 16 janvier 1666[2].  Il y écrit une Seconde défense et un mémoire intitulé Considérations sommaires sur le procès de M. Foucquet. Louis XIV lui interdit le papier et l'encre et Pellisson utilise les marges des livres pour écrire[3].

- Le salon littéraire de Mademoiselle de Scudéry, les « samedis de Sapho », actif de 1653 à 1657, s’interrompt définitivement après la chute de Fouquet[4].
- Jean de La Fontaine prend la défense de Fouquet dans son Élégie aux nymphes de Vaux. Elle parait sans nom d'auteur en mars (?) 1662[5].
- Ouverture au public de la « Bibliothèque de l'Électeur de Brandebourg » à Berlin, ancêtre de la Staatsbibliothek zu Berlin (« Bibliothèque d'État de Berlin »), fondée en 1659 sur ordre de Frédéric-Guillaume de Brandebourg, alors installée au premier étage de l'aile des apothicaires du château de Berlin[6].

## Parutions
- 15 mars : achevé d’imprimer du premier volume du roman de Gautier de Costes de La Calprenède, Faramond, ou lhistoire de France, vol. 1, Paris, Antoine de Sommaville, 1661 (présentation en ligne), première partie d'un roman en douze volumes publiés de 1661 à 1670.
- Vers le 23 avril : To his Sacred Majesty, a Panegyric on his Coronation (« À sa Majesté, un panégyrique sur son couronnement »), poème de John Dryden publié à Londres par Henry Herringman[7].

- Vers 1661 : Ukiyo monogatari (« Dit du monde flottant »), kana-zōshi (écrit en kanas) d'Asai Ryōi[8].

## Décès
- 29 décembre : Marc-Antoine Girard de Saint-Amant, poète libertin français (° 30 septembre 1594).